# Polygala arenaria
Polygala arenaria är en jungfrulinsväxtart som beskrevs av Carl Ludwig von Willdenow. Polygala arenaria ingår i släktet jungfrulinssläktet, och familjen jungfrulinsväxter. Inga underarter finns listade i Catalogue of Life.